# تندآواها
تندآواها (نام علمی: Tachyphonus) نام یک سرده از تیره فرخنده است.